# Jasione maritima
Jasione maritima là loài thực vật có hoa trong họ Hoa chuông. Loài này được (Duby) L.M.Dufour ex Merino mô tả khoa học đầu tiên năm 1906.